# ديف هيل (لاعب كرة قدم أمريكية)
ديف هيل (بالإنجليزية: Dave Hill)‏ هو لاعب كرة قدم أمريكية أمريكي، ولد في 1 فبراير 1941 في لانيت في الولايات المتحدة.

## وصلات خارجية
- ديف هيل على موقع مرجع كرة القدم المحترفة.كوم (الإنجليزية)